# Module d'habitation

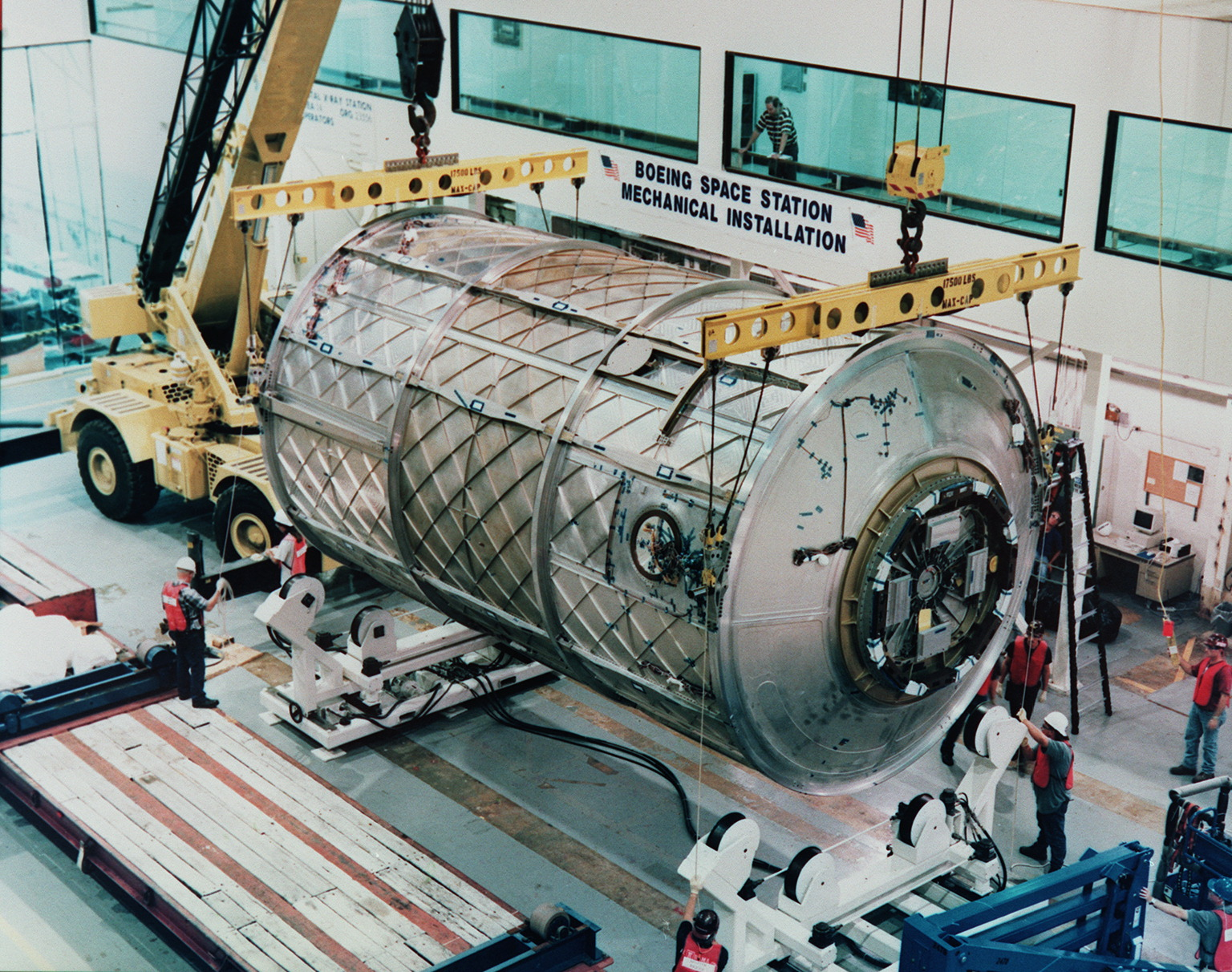
Le module d'habitation de l'ISS au sol (NASA).

Le Module d'habitation (en anglais : Habitation Module) est un module pressurisé développé pour la Station spatiale internationale et destiné à abriter les quartiers d'habitation de la Station, conçu avec lieux de repos, cuisine, toilettes, douche, et installations médicales. Il est prévu qu'il soit amarré au module Tranquility. Son lancement est annulé alors que sa coque pressurisée est complètement achevée.
Afin d'accueillir plus de trois personnes à bord de la Station spatiale internationale, un vaisseau de sauvetage autre qu'un seul vaisseau Soyouz est nécessaire et un tel véhicule de sauvetage de l'équipage (Crew Return Vehicle - CRV) n'est pas là à ce moment-là (mais il est prévu d'utiliser deux capsules Soyouz avant la livraison du Crew Return Vehicle). Plus tard, les contraintes budgétaires et les retards de l'assemblage de la Station dus à l'accident de la navette spatiale Columbia en 2003 conduisent à son annulation définitive. Le 14 février 2006, il est décidé de recycler le module d'habitation pour des recherches au sol de support de vie pour de futures missions.
En l'absence du module d'habitation, les lieux de couchage sont maintenant répartis dans tous les modules de la Station. Il en existe deux dans le segment orbital russe (dans le module Zvezda) et quatre dans le segment orbital américain constitués par des sacs de couchage sanglés sur les parois des modules.
À différents moments dans la conception de la Station spatiale internationale, un module gonflable TransHab est considéré comme une alternative au module d'habitation. Ce concept est abandonné. Certains ingénieurs en Grande-Bretagne proposent également un Habitation Extension Module (en) qui peut être attaché à Tranquility.
Le budget 2011 du président américain Barack Obama prévoit une enveloppe financière pour l'extension de la Station spatiale internationale, qui peut permettre l'acquisition d'un module d'habitation ou un d'un module gonflable, similaire au concept Transhab. Finalement, seul un petit démonstrateur de module gonflable, le Bigelow Expandable Activity Module, est lancé en 2016 et sert d'espace de stockage supplémentaire.